# Bayhan (huyện)
Huyện Bayhan là một huyện thuộc tỉnh Shabwah, Yemen. Đến thời điểm năm 2003, huyện này có dân số 48347 người